# Valentín Simonenko
Valentín Simonenko (en ucraïnès Валентин Костянтинович Симоненко;) és un polític ucraïnès nascut el 4 de juliol de 1940). Des de finals del 1996 ha estat el cap de la Cambra de Comptes d'Ucraïna. La cambra exerceix el control sobre l'execució del pressupost de l'estat en nom de la Verkhovna Rada.
Prèviament fou alcalde d'Odessa, també viceprimer minister d'Ucraïna i, durant un curt període d'octubre de 1993, fou primer ministre d'Ucraïna.